# Ido Nehuschtan

Ido Nehuschtan (2008)

Ido Nehuschtan (hebräisch עידו נחושתן; * 1957 in Jerusalem) ist ein israelischer Aluf (Generalmajor) und Angehöriger der Streitkräfte Israels. Am 4. April 2008 übernahm Nehuschtan den Oberbefehl über die Israelische Luftwaffe von Eljezer Schkedi. Sein Nachfolger im Planungsstab ist Amir Eschel.

## Militärische Karriere
Nehuschtan trat 1975 in die Tsahal ein und absolvierte eine Pilotenausbildung auf einem Luftwaffenstützpunkt auf der Sinai-Halbinsel, die er 1977 abschloss. Er flog zunächst Skyhawks und wurde 1978 auf die Phantom umgeschult, mit der die 107. Staffel der IAF ausgestattet wurde.
Während seiner Karriere war Nehuschtan Kampfflieger, Fluglehrer, Mitglied der Kunstfliegerstaffel und dann als Major stellvertretender Kommandeur der 253. Fliegerstaffel und als Oberstleutnant Kommandeur der 140. Fliegerstaffel auf der Luftwaffenbasis in Hazor. Im weiteren Verlauf stand er der Waffenabteilung im Hauptquartier der Luftwaffe und der IAF-Abteilung für Planung und Organisation vor.
Im Jahr 2000 wurde er in den Rang eines Brigadegenerals befördert. Er wurde Befehlshaber der Luftaufklärung und von 2002 an der operativen Abteilung. 2004 wechselte er in den Generalstab der Luftwaffe. Am 8. Juni 2006 wurde er auf Wunsch des damaligen Ramatkal Dan Chalutz in die Planungs- und Strategieabteilung des Generalstabs versetzt. Nehuschtan verblieb bis zum Frühjahr 2008 auf diesem Posten. Am 15. Februar 2008 ernannte ihn Generalstabschef Gabi Aschkenasi zum neuen Oberbefehlshaber der Luftwaffe.

## Ausbildung und Privatleben
Ido Nehuschtan studierte an der Hebräischen Universität Jerusalem Mathematik und Informatik. Er erlangte außerdem Diplome in Wirtschaftsverwaltung und Management von der Harvard University und der Northwestern University in Chicago.
Nehuschtan ist verheiratet und hat drei Kinder.